# Natalie Burn
Natalie Burn (nacida como Natalia Guslistaya) es una actriz, modelo y productora de cine ucraniana nacionalizada estadounidense. Obtuvo reconocimiento por su participación en películas como The Expendables 3, Awaken, Killer Mermaid, Downhill y Mechanic: Resurrection.

## Biografía
Natalia Guslistaya nació en Kiev, Ucrania. Comenzó su carrera como actriz y modelo, y más adelante se convirtió en escritora y productora. Se convirtió además en propietaria de la compañía de producción cinematográfica 7Heaven Productions.
En 2014 tuvo un pequeño papel en la película de acción y aventuras The Expendables 3, y ese mismo año protagonizó y produjo The Second Coming of Christ. También fue productora de Devil's Hope y, en 2015, escribió, protagonizó y produjo la película de acción Awaken.
En 2016 apareció en el filme Criminal, y tuvo un papel secundario en la película de acción Mechanic: Resurrection, junto a Jason Statham, que se estrenó el 26 de agosto de 2016.

## Filmografía

### Cine
| Año  | Título                                | Papel               | Notas                          |
| ---- | ------------------------------------- | ------------------- | ------------------------------ |
| 2006 | Coffee Date                           | Christa             |                                |
| 2006 | Richard III                           | Natasha             |                                |
| 2009 | Taxi Dance                            | Anna                |                                |
| 2011 | In the Name of the King 2: Two Worlds | Elianna             |                                |
| 2014 | Mamula                                | Lucy                |                                |
| 2014 | The Expendables 3                     | Esposa de Conrad    |                                |
| 2015 | A Perfect Vacation                    | Billie Kope         | También productora y escritora |
| 2016 | Criminal                              | Shoo shoo           |                                |
| 2016 | Mothers and Daughters                 | Lydia               |                                |
| 2016 | Downhill                              | Stephanie           |                                |
| 2016 | Mechanic: Resurrection                | Reportera de la BBC |                                |
| 2017 | The Executioners                      | Kay                 |                                |
| 2019 | Hollow Point                          | Emily Plaza         |                                |
| 2019 | Acceleration                          | Rhona               | También productora             |
| 2019 | Hard Night Falling                    | Emma                |                                |
| 2021 | The Pizza Tip                         |                     | También productora             |
| 2022 | The Enforcer                          |                     | También productora             |
| 2022 | Una Preguiera per Giuda               |                     |                                |
| 2023 | Til Death Do Us Part                  | Novia               |                                |